# Vretens kyrka
Vretens kyrka, eller Edhems kyrka, är en kyrkobyggnad som sedan 1996 tillhör Värsås-Varola-Vretens församling (tidigare Edåsa församling i Skara stift. Kyrkan ligger i samhället Vreten i Skövde kommun.

## Kyrkobyggnaden
Stenkyrkan uppfördes 1873 efter ritningar av arkitekt Ernst Jacobsson. Kyrkan hette från början Edhems kyrka och ersatte Ljunghems medeltida kyrka samt Edåsa kyrka. Ljunghems kyrka revs medan Edåsa kyrka togs ur bruk. Enligt planerna skulle även Edåsa kyrka rivas men 1938-1940 restaurerades kyrkan och togs åter i bruk.
Vretens kyrka fick sitt nuvarande namn 1995 när Ljunghems och Edåsa församlingar slogs samman till Vretens församling.
Kyrkan har en latinsk korsplan och består av ett rektangulärt långhus med två breda korsarmar åt norr och söder. I öster finns ett kor av samma bredd som långhuset. Öster om koret finns en vidbyggd, femsidig absid som är lägre och smalare än långhuset. Vid långhusets sydvästra sida finns ett åttakantigt, sidoställt litet torn. Norr om långhuset finns ett öppet vapenhus av tegel där kyrkans huvudingång är placerad. Långhus såväl som korsarmar har sadeltak täckta med flacktegel av lera.

## Inventarier
- Dopfunten från medeltiden har cylindrisk cuppa och en konformad fot.
- Predikstolen i nygotisk stil har en flersidig korg målad i ekimitation, svart samt engelskt rött.
- Altaret av trä är från 1873 och har ekimiterande ådringsmålning.
- Altartavlan är utförd 1916 av konstnär Endis Bergström.
- Vid orgelläktarens norra sida står orgeln som är tillverkad omkring år 1930 av Nordfors och co i Lidköping.